# Федерация маджонга
Федерация маджо́нга — российская общественная организация игроков в маджонг, занимающаяся развитием маджонга в стране: проведением турниров, ведением рейтинг-листа, популяризацией игры, контактами с игровыми организациями маджонгистов других стран и т. д.
В Федерацию входят игроки из Москвы, Санкт-Петербурга и других городов России.
Устав Федерации был утверждён 5 ноября 2011 года.
Входит в Европейскую ассоциацию маджонга.
В 2016 году российский игрок Михаил Луговкин из Иванова стал 4-м чемпионом Европы по риичи-маджонгу.
5-м чемпионом Европы по риичи в 2019 году стал также российский игрок, Владимир Наданьян.